# Fremrinámur
Fremrinámur és un volcà d'Islàndia. S'eleva fins als 939 msnm i està situat en el punt d'unió entre la dorsal mesoatlàntica i la dorsal Grenlàndia-Islàndia-Fèroe. És un dels cinc sistemes volcànics que es troben a la zona de fractura axial al nord-est d'Islàndia.
La darrera erupció va tenir lloc vers el 800 AC (± 300 anys).